# Sheila Fitzpatrick
Sheila Mary Fitzpatrick (sinh ngày 4 tháng 6 năm 1941) là sử gia người Úc có chuyên môn về lịch sử Liên Xô và Nga hiện đại. Cụ thể đối với vấn đề Đại Thanh trừng và thời đại Stalin, bà là người tiên phong đưa ra luận thuyết "lịch sử từ bên dưới" và ủng hộ "trường phái xét lại" [tức là xét lại tường thuật chống cộng toàn trị ở phương Tây đối với Liên Xô] về nghiên cứu chủ nghĩa cộng sản. Bà cũng đã bình duyệt phê phán học thuyết toàn trị, đồng thời nêu bật sự khác biệt giữa Đức Quốc xã và Liên Xô trong cuộc tranh luận so sánh Đức Quốc Xã và chủ nghĩa Stalin.

### Sách
- The Commissariat of Enlightenment : Soviet organization of education and the arts under Lunacharsky, 1917–1921. Cambridge University Press. 1970.
- Education and Social Mobility in the Soviet Union, 1921–1932. Cambridge University Press. 1979 1st ed.; paperback ed. 2002.
- The Russian Revolution. Oxford University Press. 1st ed. 1982; 2nd revised ed. 1994; 3rd revised ed. 2007. ISBN 978-0-19-923767-8. Translated into Braille, Czech, Italian, Korean, Polish, Portuguese, Russian, and Spanish.
- The Cultural Front. Power and Culture in Revolutionary Russia. Cornell University Press. 1992.
- Stalin's Peasants: Resistance and Survival in the Russian Village after Collectivization. Oxford University Press. 1st ed. 1994; paperback ed. 1996. Translated into Russian.
- Everyday Stalinism: Ordinary Life in Extraordinary Times: Soviet Russia in the 1930s. Oxford University Press. 1st ed. 1999; paperback ed. 2000. ISBN 0-19-505001-0 Translated into Czech, French, Polish, Russian, and Spanish.
- Tear Off the Masks! Identity and Imposture in Twentieth-Century Russia. Princeton University Press. 2005. Translated into Chinese and Russian.
- My Father's Daughter. Melbourne University Publishing. 2010. ISBN 9780522857474. OCLC 506020660.
- A Spy in the Archives. Melbourne University Press. 2013. Translated into Turkish.
- On Stalin's Team: The Years of Living Dangerously in Soviet Politics. Princeton University Press. 1st ed. 2015; paperback ed. 2017. Translated into Czech, French, German, Greek, Polish, Russian, and Spanish.
- Mischka's War: A European Odyssey of the 1940s. Melbourne University Press & I. B. Tauris. 2017.
- White Russians, Red Peril: A Cold War History of Migration to Australia. La Trobe University Press. 2021.
- The Shortest History of the Soviet Union. Old Street Publishing. 2022

### Bài viết
- "Ascribing Class: The Construction of Social Identity in Soviet Russia" (1993). The Journal of Modern History. 65: (4). JSTOR 2124540.
- "Vengeance and Ressentiment in the Russian Revolution" (2001). French Historical Studies. 24: (4).
- "Politics as Practice: Thoughts on a New Soviet Political History" (2004). Kritika. 5: (1).
- "Happiness and Toska: A Study of Emotions in 1930s Russia" (2004). Australian Journal of Politics and History. 50: (3).
- "Social Parasites: How Tramps, Idle Youth, and Busy Entrepreneurs Impeded the Soviet March to Communism" (2006). Cahiers du monde russe et soviétique. 47: 1–2. JSTOR 20175002.
- "The Soviet Union in the Twenty-First Century" (2007). Journal of European Studies. 37: (1).
- "A Spy in the Archives" (2010). London Review of Books. 32 (23): 3–8.

### Đánh giá
| Năm  | Bài đánh giá | Công trình được đánh giá |
| ---- | --- | --- |
| 2014 | Fitzpatrick, Sheila (tháng 9 năm 2014). "'One of Us': The Spy Who Relished Deception". Australian Book Review. Quyển 364. tr. 27–28.                          | Macintyre, Ben (2014). A Spy Among Friends: Kim Philby and the Great Betrayal. Bloomsbury Publishing. ISBN 9781408851739. |
| 2020 | Fitzpatrick, Sheila (ngày 6 tháng 2 năm 2020). "Which Face? Emigrés on the Make". London Review of Books. Quyển 42 số 3. tr. 7–9.                             | Tromly, Benjamin (2019). Cold War Exiles and the CIA: Plotting to Free Russia. Oxford University Press. ISBN 9780198840404. Reddaway, Peter (2020). The Dissidents: A Memoir of Working with the Resistance in Russia, 1960–90. Brookings Institution. ISBN 9780815737735. |
| 2020 | Fitzpatrick, Sheila (ngày 10 tháng 9 năm 2020). "Whatever Made Him". London Review of Books. Quyển 42 số 17. tr. 9–11.                                        | Wagner, Izabela (2020). Bauman: A Biography. Polity. ISBN 9781509526864. |
| 2021 | Fitzpatrick, Sheila (January–February 2021). "Knotty problems : an examination of Europe's displaced persons". Australian Book Review. Quyển 428. tr. 12, 14. | Nasaw, David (2020). The last million : Europe's displaced persons from World War to Cold War. Allen Lane. |